# Horbali, Brodî
Horbali (în ucraineană Горбалі) este un sat în comuna Ponîkva din raionul Brodî, regiunea Liov, Ucraina.

## Demografie
Componența lingvistică a localității Horbali
     Ucraineană (100%)
Conform recensământului din 2001, toată populația localității Horbali era vorbitoare de ucraineană (100%).